# 滋賀県道517号彦根港彦根停車場線
滋賀県道517号彦根港彦根停車場線（しがけんどう517ごう ひこねこうひこねていしゃじょうせん）は、滋賀県彦根市を通る一般県道である。

## 概要
彦根市松原2丁目から彦根市旭町に至る。
城北通り（国体道路）からメインストリートの駅前お城通りへと走っている。
この駅前お城通り（彦根駅前通り）は彦根駅から彦根城まで真っすぐ結ぶ通りで、1889年（明治22年）に彦根駅が誕生したときに開設された。

### 路線データ
- 起点：彦根市松原2丁目（彦根港）
- 終点：彦根市旭町（JR彦根駅前交差点（JR西日本東海道本線・近江鉄道本線 彦根駅前）、滋賀県道6号彦根停車場線起点）
- 総延長：2.1 km

## 路線状況

### 重複区間
- 滋賀県道518号彦根城線（彦根市船町・船町交差点 - 彦根市元町・護国神社前交差点）
- 滋賀県道6号彦根停車場線（彦根市旭町・旭町西交差点 - 彦根市旭町・JR彦根駅前交差点（終点））

## 地理

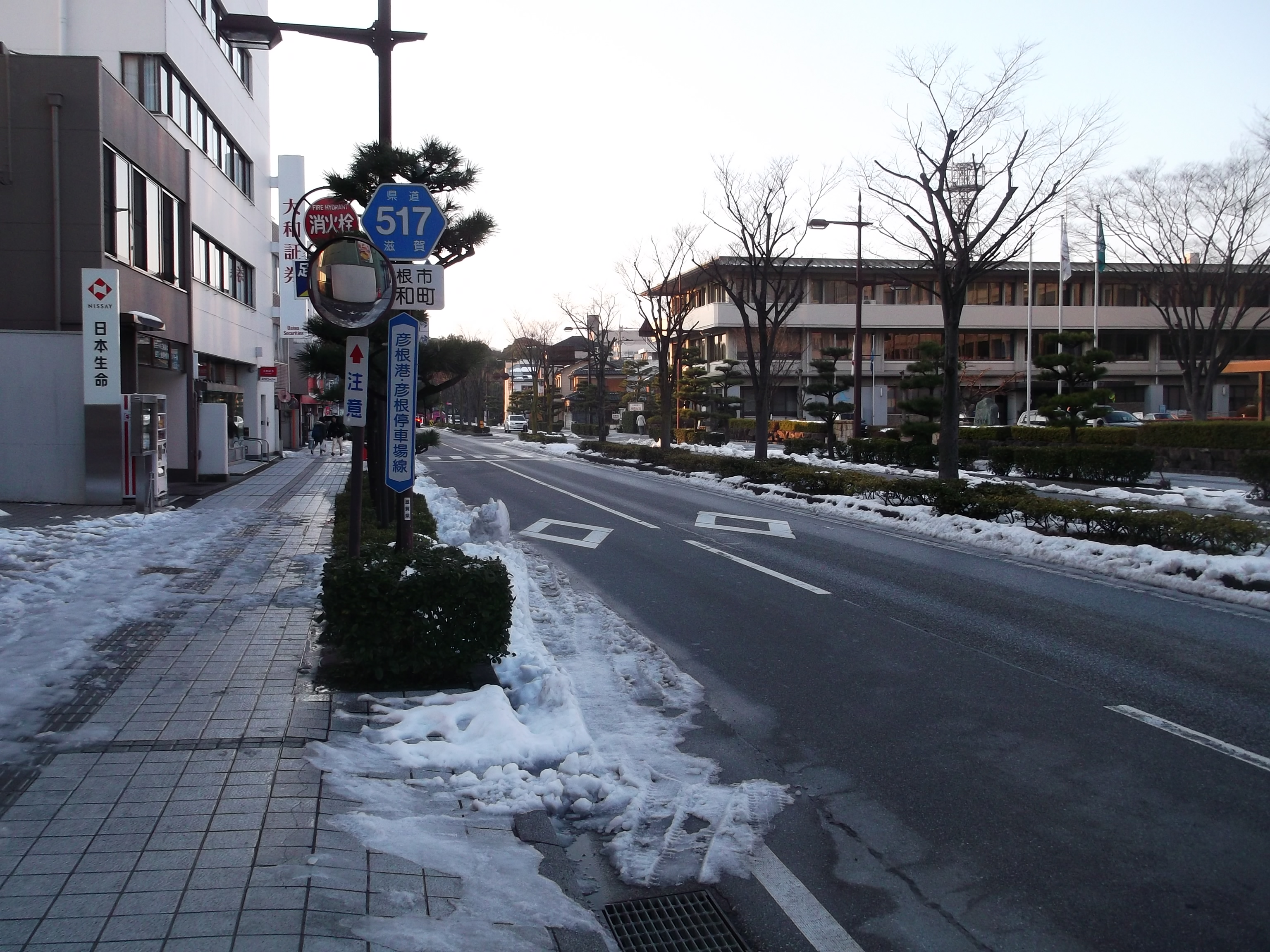
彦根市

### 通過する自治体
- 彦根市

### 交差する道路
| 交差する道路                                                   | 交差する場所 | 交差する場所            |
| -------------------------------------------------------------- | ------------ | ----------------------- |
| 滋賀県道2号大津能登川長浜線 / 湖岸道路＝さざなみ街道           | 松原2丁目    | 松原橋交差点            |
| 滋賀県道329号彦根米原線 滋賀県道518号彦根城線 重複区間起点     | 船町         | 船町交差点              |
| 滋賀県道518号彦根城線 重複区間終点                             | 元町         | 護国神社前交差点        |
| 滋賀県道6号彦根停車場線 / 京町通り - 駅前お城通り 重複区間起点 | 旭町         | 旭町西交差点            |
| 滋賀県道6号彦根停車場線 / 京町通り - 駅前お城通り 重複区間終点 | 旭町         | JR彦根駅前交差点 / 終点 |

### 沿線
- 松原寺
- 彦根港
- 滋賀県立彦根総合運動場（彦根総合スポーツ公園）
- 滋賀県立彦根陸上競技場
- 滋賀県立彦根球場
- 彦根市立城北小学校
- 近江高等学校
- 滋賀縣護國神社
- 彦根市役所
- 滋賀中央信用金庫 城東支店
- JR西日本東海道本線・近江鉄道本線 彦根駅